# Circonscription de Figuig
La circonscription de Figuig est la circonscriptions législatives marocaines de la province de Figuig située en région Oriental. Elle est représentée dans la Xe législature par El Kebir Kada, Mustapha Zitti et Driss Oukemeni.

## Historique des députations
| Législature | Début de mandat  | Fin de mandat    | Députés élus | Députés élus       | Députés élus | Députés élus               | Députés élus | Députés élus             |
| ----------- | ---------------- | ---------------- | ------------ | ------------------ | ------------ | -------------------------- | ------------ | ------------------------ |
| IXe         | 26 novembre 2011 | 7 octobre 2016   |              | Ahmed Jenfi (PI)   |              | Said Blili (RNI)           |              | Elhoussiene Ouhliss (MP) |
| Xe          | 8 octobre 2016   | 8 septembre 2021 |              | El Kebir Kada (PI) |              | Mustapha Zitti (PJD)       |              | Driss Oukemeni (PAM)     |
| XIe         | 9 septembre 2021 | ?                |              | El Kebir Kada (PI) |              | Mohammed Jameleddine (RNI) |              | Hamid Chaya (PAM)        |

## Historique des élections

### Découpage électoral d'octobre 2011

#### Élections de 2016
| Parti       | Parti                                         | Voix   | %      | Député(s) élus |  |
| ----------- | --------------------------------------------- | ------ | ------ | -------------- |  |
|             | Parti authenticité et modernité (PAM)         | 7 940  | 23,40  | Driss Oukemeni |  |
|             | Parti de l'Istiqlal (PI)                      | 6 444  | 18,99  | El Kebir Kada  |  |
|             | Parti de la justice et du développement (PJD) | 3 935  | 11,60  | Mustapha Zitti |  |
|             | Union socialiste des forces populaires (USFP) | 3 633  | 10,71  |                |  |
|             | Fédération de la gauche démocratique (FGD)    | 3 177  | 9,36   |                |  |
|             | Rassemblement national des indépendants (RNI) | 2 819  | 8,31   |                |  |
|             | Mouvement populaire (MP)                      | 2 540  | 7,49   |                |  |
|             | Union constitutionnelle (UC)                  | 1 271  | 3,75   |                |  |
|             | Front des forces démocratiques (FFD)          | 1 140  | 3,36   |                |  |
|             | Parti du progrès et du socialisme (PPS)       | 911    | 2,69   |                |  |
|             | Parti des Néo-Démocrates (PND)                | 118    | 0,35   |                |  |
|             |                                               |        |        |                |  |
| Inscrits    | Inscrits                                      | 70 056 | 100,00 |                |  |
| Abstentions | Abstentions                                   | 36 128 | 51,57  |                |  |
| Exprimés    | Exprimés                                      | 33 928 | 48,43  |                |  |

#### Élections de 2021
| Parti       | Parti                                                       | Voix   | %      | Députés élus         |  |
| ----------- | ----------------------------------------------------------- | ------ | ------ | -------------------- |  |
|             | Parti authenticité et modernité (PAM)                       | 16 912 | 33,04  | Hamid Chaya          |  |
|             | Rassemblement national des indépendants (RNI)               | 12 392 | 24,21  | Mohammed Jameleddine |  |
|             | Parti de l'Istiqlal (PI)                                    | 6 162  | 12,04  | El Kebir Kada        |  |
|             | Parti du progrès et du socialisme (PPS)                     | 4 475  | 8,74   |                      |  |
|             | Union socialiste des forces populaires (USFP)               | 4 006  | 7,83   |                      |  |
|             | Mouvement populaire (MP)                                    | 2 084  | 4,07   |                      |  |
|             | Parti socialiste unifié (PSU)                               | 1 979  | 3,87   |                      |  |
|             | Union constitutionnelle (UC)                                | 1 115  | 2,18   |                      |  |
|             | Parti de la justice et du développement (PJD)               | 926    | 1,81   |                      |  |
|             | Alliance de la fédération de gauche (AGD)                   | 724    | 1,41   |                      |  |
|             | Front des forces démocratiques (FFD)                        | 385    | 0,75   |                      |  |
|             | Parti de l'environnement et du développement durable (PEDD) | 24     | 0,05   |                      |  |
|             |                                                             |        |        |                      |  |
| Inscrits    | Inscrits                                                    | 75 997 | 100,00 |                      |  |
| Abstentions | Abstentions                                                 | 24 813 | 32,65  |                      |  |
| Exprimés    | Exprimés                                                    | 51 184 | 67,35  |                      |  |